# 蒸気機関車牽引列車

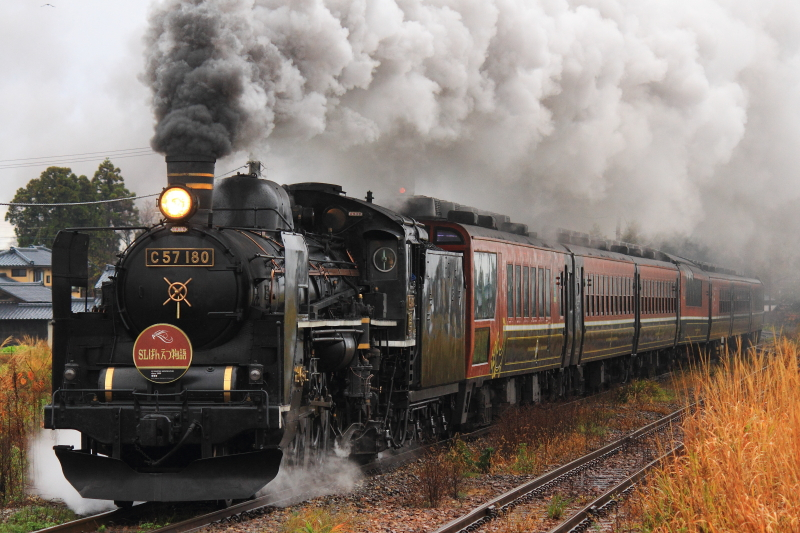
SLばんえつ物語

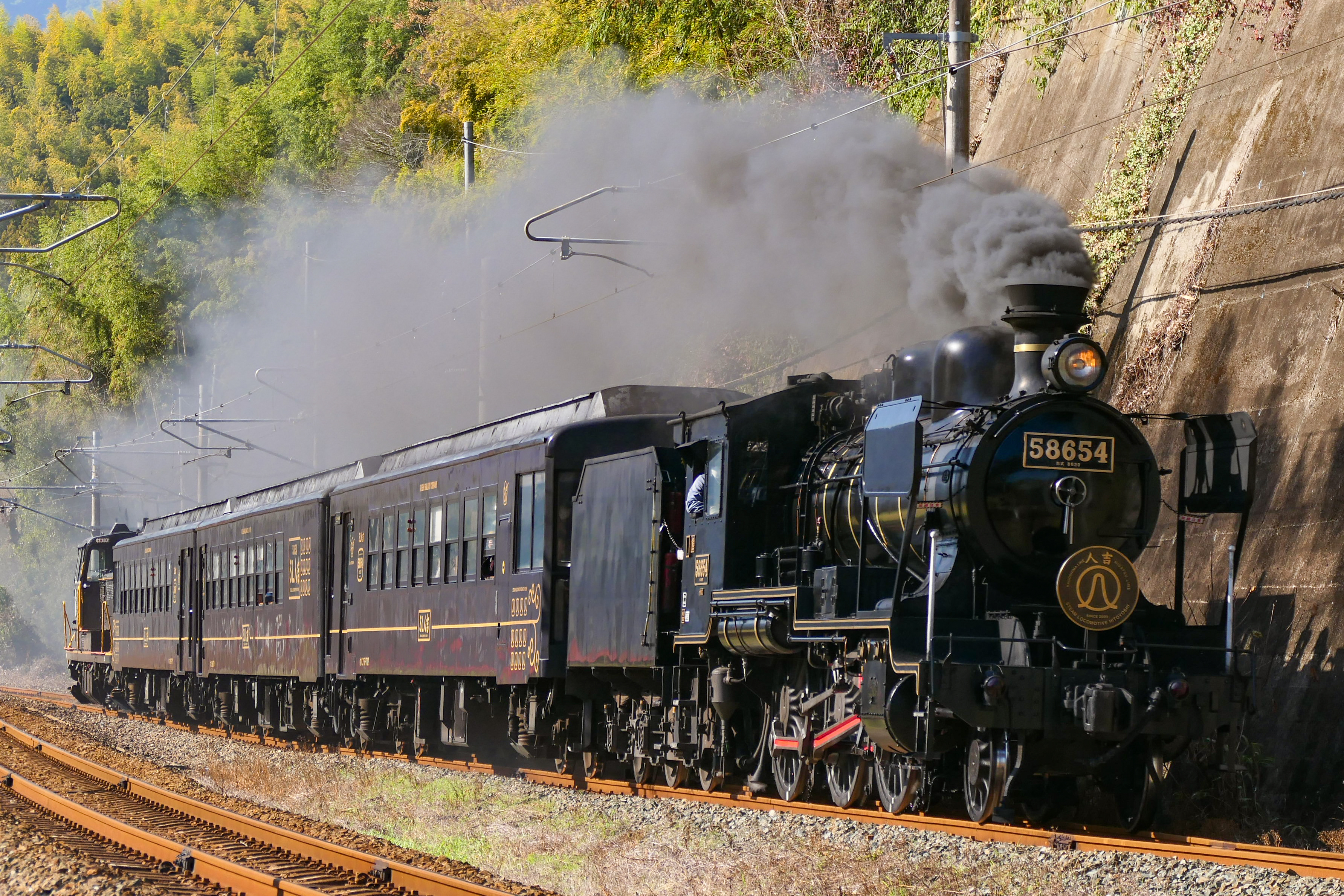
SL人吉

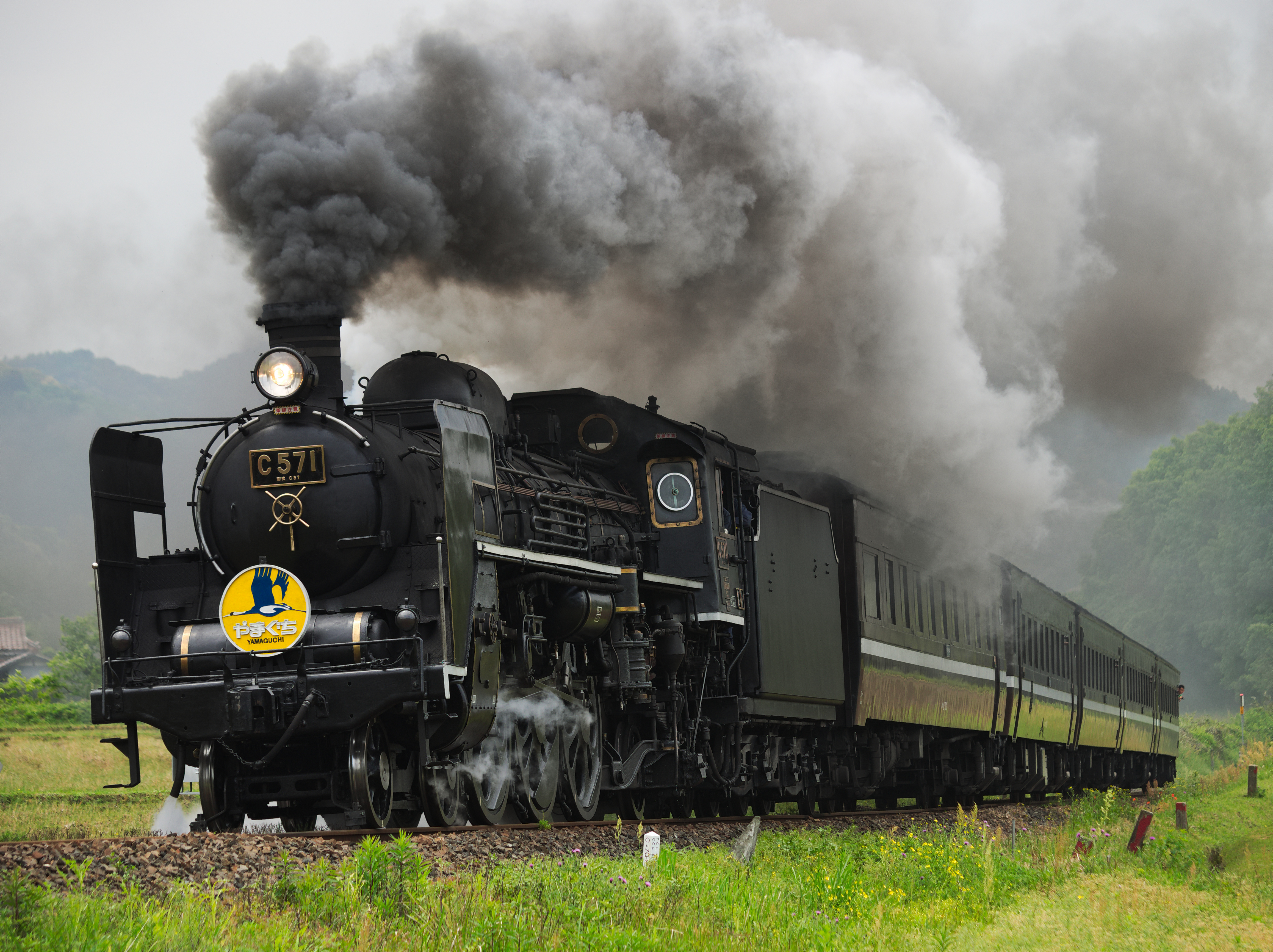
SLやまぐち号

蒸気機関車牽引列車（じょうききかんしゃけんいんれっしゃ）は、蒸気機関車が主に客車を牽引して走行する、臨時や定期運行する列車。蒸気機関車牽引列車は、SL列車（エスエルれっしゃ）や、蒸機列車、蒸気列車（じょうきれっしゃ）とも呼ばれる。

## 概要
かつては日本国内の国鉄・私鉄を問わず津々浦々の路線で運行されていたが、日本国有鉄道（国鉄）の動力近代化計画の進捗に伴い蒸気機関車牽引列車は一旦全廃となった。その後、1976年（昭和51年）に大井川鉄道（現・大井川鐵道）で、1979年（昭和54年）に国鉄（現・JR）山口線で蒸気機関車が復活したのをはじめ、各地で蒸気機関車が復活し運行されている。
ほとんどが季節運行や休日運行であるが、大井川鐵道ではほぼ毎日運行されている。

## 日本の蒸気機関車牽引列車一覧
以下の一覧は、毎年あらかじめ一定の日数の運行が予定される列車に限る。なお、路線名は運行区間の主たるものを挙げる。

### JR
- 北海道旅客鉄道（JR北海道）
  - SL冬の湿原号（釧網本線：釧路 - 標茶間）
- 東日本旅客鉄道（JR東日本）
  - SLばんえつ物語（磐越西線：新津 - 会津若松間）
  - SLぐんま みなかみ（上越線：高崎 - 水上間）
  - SLぐんま よこかわ（信越本線：高崎 - 横川間）
- 西日本旅客鉄道（JR西日本）
  - SLやまぐち号（山口線：新山口 - 津和野間）

### 私鉄
- 真岡鐵道
  - SLもおか（真岡線：下館 - 茂木間）
- 秩父鉄道
  - SLパレオエクスプレス（秩父本線：熊谷 - 三峰口間）
- 大井川鐵道
  - かわね路号（大井川本線：新金谷 - 家山・川根温泉笹間渡間）
  - 南アルプス号（大井川本線：新金谷 - 家山間）
  - さくら号（大井川本線：新金谷 - 家山間）
  - きかんしゃトーマス号（大井川本線：新金谷 - 家山間）
  - きかんしゃジェームス号（大井川本線：新金谷 - 千頭間）
- 東武鉄道
  - SL大樹（鬼怒川線：下今市 - 鬼怒川温泉間）
  - SL大樹ふたら（日光線・鬼怒川線：東武日光 - 下今市・鬼怒川温泉間）

### 過去の蒸気機関車牽引列車
以下の一覧は、国鉄の動力近代化計画の進捗に伴う蒸気機関車牽引列車の全廃以降に運行を開始したが、のちに運行を終了したものを挙げる。

### JR
- 北海道旅客鉄道（JR北海道）
  - C62ニセコ号（函館本線：小樽 - ニセコ間）
  - SLニセコ号（函館本線：札幌 - 蘭越間）
  - SL函館大沼号（函館本線：函館 - 森間）
  - SLすずらん号（留萌本線：深川 - 留萌間）
- 東日本旅客鉄道（JR東日本）
  - SL会津只見号（只見線：会津若松 - 会津川口・只見間）
  - SL村上ひな街道号（羽越本線：新津 - 村上間）
  - SL銀河（釜石線：花巻 - 釜石間）
- 西日本旅客鉄道（JR西日本）
  - SL北びわこ号（北陸本線：米原 - 木ノ本間）
- 九州旅客鉄道（JR九州）
  - SLあそBOY（豊肥本線：熊本 - 宮地間）
  - SL人吉号（肥薩線：熊本 - 人吉間）
  - SL人吉（鹿児島本線：熊本 - 鳥栖間）

### 私鉄
- 西武鉄道
  - おとぎ電車（山口線：遊園地前 - ユネスコ村間）
- 大井川鉄道（現・大井川鐵道）
  - ミニSL（井川線：千頭 - 川根両国